# Ricotia varians
Ricotia varians är en korsblommig växtart som beskrevs av Brian Laurence Burtt. Ricotia varians ingår i släktet Ricotia och familjen korsblommiga växter. Inga underarter finns listade i Catalogue of Life.